# Infreville
Cet article court présente un sujet plus développé dans : Bourgtheroulde-Infreville.

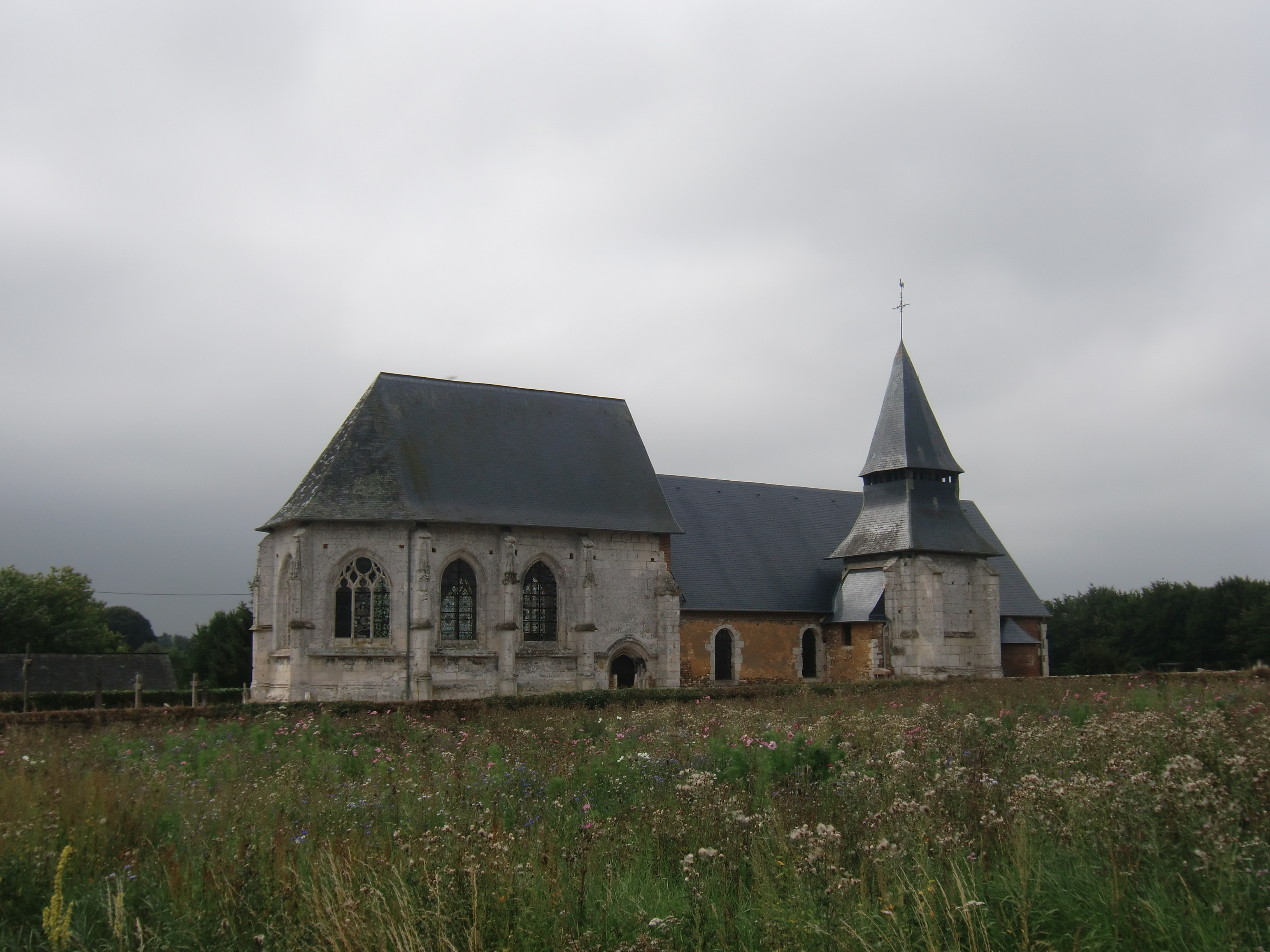
Église Saint-Ouen d'Infreville.

Infreville est une ancienne commune française, située dans le département de l'Eure en région Normandie.

## Toponymie
Le nom de la localité est attesté sous les formes Wifrevilla en 1213; Iffrevilla en 1215 (charte de Philippe Auguste) ; Yffreville en 1431 (p. de Raoul Roussel) ; Iffreville en 1433 (cartulaire du Bec); Imfreville en 1825 (Dict. gén. des communes) ; Imfreville ou Ifreville en 1828 (L. Dubois).
Il s'agit d'une formation toponymique médiévale en -ville au sens ancien de « domaine rural ». Le premier élément Infre- représente un anthroponyme comme pour la majorité des noms de lieux en -ville. François de Beaurepaire émet l'hypothèse d'un nom de personne germanique continental Witfridus, alors qu'Albert Dauzat lui préfère Wifred.
Remarques : Les spécialistes constatent la chûte du W- initial devant i ou e dans de nombreux toponymes de la Normandie occidentale et cet amuïssement n'a pas affecté Vinfrainville (Cany-Barville, Wifreiville 1248; Infreville 1461; Wiffreville en 1462-64; Iffreville 1460; Infrainville 1529) autrement que de manière transitoire, alors qu'il contient vraisemblablement le même nom de personne. Le passage de Iffre- à Infre- s'explique par une nasalition spontanée de [i] fréquemment constatée en Normandie. Ce nom de personne germanique semble peu ou pas attesté dans la toponymie française. Aucun auteur n'a suggéré de reconnaître le nom de personne scandinave féminin Vífríðr (vieux danois Wifrith), alors qu'il convient sans doute davantage sur le plan phonétique que Witfridus, les formes anciennes ne comportant aucune trace d'un [t] qui se serait amuï par la suite. En outre, ces deux toponymes se situent dans la zone de diffusion de la toponymie scandinave dans la région.

## Histoire
Entre 1800 et 1866, la population est relativement stable (en moyenne, 609 habitants). Elle commence à baisser à partir du recensement de 1872 (595 habitants) pour atteindre son niveau le plus bas en 1936 (262 habitants). La population commence ensuite à nouveau à augmenter pour atteindre 385 habitants au recensement de 1968. En 1973, la commune est rattachée à la celle de Bourgtheroulde pour former la commune de Bourgtheroulde-Infreville.
Le code officiel géographique de la commune d'Imfreville est 27352.